# Celama interrupta
Celama interrupta är en fjärilsart som beskrevs av Rothschild 1916. Celama interrupta ingår i släktet Celama och familjen trågspinnare. Inga underarter finns listade i Catalogue of Life.